# Grao de Gandía
El Grao de Gandía (en valenciano y oficialmente Grau de Gandia), con aproximadamente 7000 habitantes, es uno de los barrios marítimos de la ciudad de Gandía. Situado entre la desembocadura del río Serpis al sur y la desembocadura del barranco de San Nicolás, donde se encuentra el puerto pesquero y deportivo de Gandía. La zona del Grao de Gandía incorpora los barrios del Grao, Venecia, Rafalcaid, Les Foies y Molino de Santa María. El Grao se encuentra junto a la Playa de Gandía, formando el núcleo llamado Grao y Playa.
Es el barrio que más ha crecido en los últimos 10 años (un 47%, según el último informe del Observatorio Socioeconómico*), con nuevas construcciones y edificaciones en la zona del Camino Viejo del Grao. En este barrio se encuentra el inicio de la carretera CV-670, que comunica el Grao y la Playa de Gandía con la ciudad de Gandía. Dispone de  autobús local que comunica el Grao y Playa con Gandía ciudad: La Marina-Gandiense.

## Lugares de Interés
- Iglesia de San Nicolás de Bari.
- Puerto de Gandía.
- Escuela Politécnica Superior de Gandía, campus de la UPV.
- Centro de Música de Gandía.
- Playa de Gandía.
- Zona de pubs (Plaza del Castillo, en la Playa de Gandía)

## Transporte
El Grao de Gandía cuenta con conexión a Gandía mediante La Marina gandiense, un autobús que pasa cada 20 minutos y que hace un recorrido en circular entre Gandía, el Grao y la playa.
También está conectado con Gandía con la línea 5 de L'Urbanet, llegando a tener 5 autobuses diarios de conexión.
También tiene conexión con Valencia mediante cercanías, en el apeadero terminal situado en el municipio, aunque el servicio en este apeadero es reducido, ya que solo pasan tres trenes al día (dos en fin de semana). Antiguamente, el servicio se alargaba hasta el Puerto de Gandía mediante el Ferrocarril Alcoy-Gandía, actualmente fuera de servicio.
Por carretera, se puede salir a Jaraco por la Carretera de Jaraco, la cual atraviesa la playa de Gandía.
Para ir a Valencia, se puede salir por la N-337, y de ahí enlazar con la N-332.